# Ko Suurhoff
Jacobus Gerardus (Ko) Suurhoff (Amsterdam, 23 juli 1905 – aldaar, 14 maart 1967) was een Nederlands socialistisch politicus.

## Loopbaan
Suurhoff was vanaf 1925 actief lid van de SDAP en vanaf 1930 van het Nederlands Verbond van Vakverenigingen (NVV). In 1939 werd hij lid van de gemeenteraad van Amsterdam en lid van de Tweede Kamer. Gedurende de Tweede Wereldoorlog hield hij zich bezig met de vormgeving van het politieke bestel in het Nederland van na de bevrijding. Na de oorlog raakte hij betrokken bij de oprichting van de PvdA. Voor die partij werd hij in 1946 opnieuw lid van de Tweede Kamer. Vanaf maart 1961 tot april 1965 was hij partijvoorzitter van de PvdA. Van het NVV was hij enkele jaren vicevoorzitter (1949–1952).
Suurhoff was minister van Sociale Zaken in het kabinet-Drees II (1952-1956) en III (1956-1958). In het kabinet-Cals was hij minister Verkeer en Waterstaat (1965-1966). Als minister van Sociale Zaken in het kabinet-Drees II bracht hij in 1956 de Algemene Ouderdomswet (AOW) tot stand. Als minister van Verkeer en Waterstaat voerde hij onder andere de vangrail langs snelwegen in.
Sinds 1998 wordt elke twee jaar door de PvdA de Ko Suurhoff-penning uitgereikt aan een project dat bijdraagt aan de emancipatie van ouderen. Enkele jaren na zijn dood werd de Suurhoffbrug naar hem vernoemd. Hij was de vader van televisieregisseur Siem Suurhoff.

## Onderscheidingen
- Ridder in de Orde van de Nederlandse Leeuw (28 april 1951)
- Grootofficier in de Orde van Oranje-Nassau (22 december 1958)
- Commandeur in de Orde van de Nederlandse Leeuw (5 december 1966)

## Galerij
- J.G. Suurhoff praat met enkele Hongaarse vluchtelingen die gevlucht zijn voor de inval van de Sovjet-Unie in Hongarije, November 1956.